# Claudio Chiappucci
Claudio Chiappucci (født 28. februar 1963) er en tidligere italiensk professionel cykelrytter. Han kom tre gange på podiet i Tour de France sammenlagt – 2. plads i1990, 3. plads i 1991 og 2. plads igen i 1992. Han vandt desuden løbets prikkede bjergtrøje i både 1991 og 1992.